# Avoine soyeuse
Helictotrichon setaceum
Espèce
Classification phylogénétique
L'Avoine soyeuse, ou Helictotrichon setaceum, est une espèce de plante du genre Helictotrichon et de la famille des poacées.